# Sesshū Tōyō
Sesshū Tōyō (em japonês:  雪舟 等楊; 1420 – 26 de agosto 1506), Oda Tōyō a partir de 1431, também conhecido como Tōyō, Unkoku, ou Bikeisai, foi um artista japonês, um dos mais proeminentes mestres de sumi-ê da primeira metade do período Muromachi. Ele nasceu na família de samurais Oda (小田家) e foi criado e educado para se tornar um religioso budista zen Rinzai. Entretanto, demonstrou grande talento para as artes visuais e eventualmente tornou-se pintor de carreira, um dos maiores de seu tempo, amplamente reverenciado no Japão e na China.